# 吳鋼
吳鋼，深圳金合治科技有限公司董事长、必贏國際投資集團深圳寶雯時尚管理機構首席專家、深圳博商会常务理事、博商基金會董事、中國紡織工業協會專家團專家、中國服裝商貿委員會顧問。畢業於清華大學深圳研究院，兼任『紡織服裝周刊』、中國服裝網等媒體的品牌營銷戰略的專欄作家，其主要代表作有『三思而行』、『新形勢下紡織企業的競爭策略』、『休閒服裝的戰略營銷』、『衣之贏——中小服裝企業的營銷探討』、及『乾煸三十六計』等。

## 生平
九十年代初期，吳鋼在從廣東省的一家中小型針織公司的業務經理做起，開始了其職業經理人的生涯，經歷由業務經理，銷售經理，市場部經理，營銷總監，副總經理到執行總裁的各種職位。在這期間，吳鋼參與打造過中國休閒服裝一線品牌的全過程，也經歷過收購國有企業進行股份制經營的企業現代化改造過程。
2001年，吳鋼先後參與並領導過多家國內服裝企業創建品牌和品牌營銷的策劃及運營，其中包括“霓中伊”，“森域”等一些曾經主導過中國休閒服飾市場的品牌。2004年，時任森域服飾副總經理的吳鋼帶領團隊於一年內在全中國20多個省市擴張500多家店鋪，創下服裝行業內平均每日開店1.36家的奇蹟。
吳鋼帶領團隊由三年建立300家店鋪，到一年建300家店鋪，再到一年擴張600家店鋪，從小地方開大店、掌控終端、終端精耕、品牌強勢推廣、自營通路管理到互聯網營銷，籍此總結出一套實踐服裝業建立品牌的系統理論，且在中國服裝業的各個媒體發表，逐漸成為中國服裝行業內的實戰專家。
2007年，吳鋼進入品牌諮詢行業，帶着服裝特許經營類的實戰經驗向推動國內服飾行業的升級，在幫助了很多國際品牌做產品中國本土化的同時，也着力推動中國國內服裝企業轉型品牌領域。其本人還率先在國內的服裝行業嘗試顧問機構託管品牌操作的運營模式。